# Traweng
Traweng är en bergstopp i Österrike.   Den ligger i distriktet Liezen och förbundslandet Steiermark, i den centrala delen av landet, 190 km väster om huvudstaden Wien. Toppen på Traweng är 1 981 meter över havet, eller 174 meter över den omgivande terrängen. Bredden vid basen är 1,1 km.
Terrängen runt Traweng är kuperad åt sydost, men åt nordväst är den bergig. Närmaste större samhälle är Liezen, 16,9 km öster om Traweng. 
I omgivningarna runt Traweng växer i huvudsak blandskog. Runt Traweng är det ganska glesbefolkat, med 25 invånare per kvadratkilometer.